# Франческо ди Симоне да Сантакроче
Франческо ди Симоне да Сантакроче (ит. Francesco di Simone da Santacroce) родился в местечке Санта Кроче (сегодня это окрестности Сан Пеллегрино Терме) предположительно между 1470 и 1475 годами — итальянский живописец эпохи Возрождения.
Сохранившиеся документальные сведения о художнике крайне скудны. По сути это два документа: один из них — свадебный контракт, другой — завещание (оба зарегистрированы в Венеции). Свадебный контракт датирован 31 июля 1492 года, когда Франческо женился на Лючии Тревизан, «дочери Альвизе и сестре ткача Витторе Тревизана». Контракт был составлен в доме некоего Стефано Бонакосси в присутствии отца Франческо — Симоне (это считают свидетельством того, что Франческо ди Симоне был на тот момент достаточно молод).
О начале его творческого пути нет никаких сведений; предполагают, что его формирование было связано с мастерской Джованни Беллини, так как именно этому художнику Франческо посвятил подпись под картиной «Мадонна со святыми», созданной для церкви Санта Мария дельи Анджели в Мурано (к своей подписи он добавил аббревиатуру DIB, то есть discipolo di Bellini — «ученик Беллини», хотя не все эксперты согласны с такой трактовкой, часть из них полагает, что это просто свидетельство желания Франческо обозначить свою принадлежность к манере великого Беллини).
Предполагают, что работал он в основном в Венеции, куда переехал из Санта Кроче вместе со всей семьёй, хотя некоторые исследователи считают, что какое-то время он мог работать в Падуе. Полагают также, что до переезда в Венецию Франческо побывал в Валь Брембана. Кроме того, на протяжении своей карьеры он поддерживал связь со своей родиной, о чём могут свидетельствовать две картины, созданные им в Спино и в Лепрено. Об этом же свидетельствует и упоминание им двух акров земли, которые он, согласно завещанию, отписал Конгрегации Милосердия в Санта Кроче.
Из-за скудости сведений нет возможности реконструировать всё творчество живописца; подписанные произведения позволяют судить о его деятельности между 1504 годом, когда он поставил свою подпись на «Благовещении», созданном для церкви в Спино (ныне в Академии Каррара, Бергамо), и 1507 годом, когда была написана алтарная картина «Мадонна со святыми» для церкви Санта Мария дельи Анджели в Мурано (ныне находится в церкви Св. Петра-Мученика там же в Мурано). Между этими датами художник исполнил так наз. «Триптих Воскресения» из Лепрено (на нём изображены трое святых: св. Яков-старший, Иоанн Креститель и св. Александр) и «Коронование Богородицы», которое, возможно, принадлежало тому же триптиху. Оба произведения подписаны, датируются 1506 годом и находятся в Академии Карарра, Бергамо. К этой же группе работ относят и «Богоявление», которое ранее хранилось в Берлине, но было уничтожено при бомбёжках в 1945 году.
28 октября 1508 года Франческо составил завещание, и 4 ноября того же года оно было оглашено (то есть смерть настигла художника между двумя этими датами). Из завещания следует, что в то время он проживал со своей супругой Лючией в Сан Кассиано, Венеция, а распорядителем завещания назначался его кузен Альберто. У Франческо ди Симоне были дочь и сын — Урсула и Бальдассаре. К моменту смерти отца они, должно быть, были совсем детьми, так как Урсуле отец завещал всего 30 золотых дукатов, которые должны были лечь в основание её будущего приданого. Столь малый возраст детей послужил дополнительным аргументом гипотезе, что художник умер молодым, в расцвете лет. В своём завещании Франческо распорядился, чтобы все материалы мастерской перешли к его ученику и товарищу Франческо Риццо.
Франческо ди Симоне длительное время путали с его учеником Франческо Риццо. После того, как Г. Людвиг в работе, изданной в 1903 году, смог разделить имена двух «художников-Франческо», разделу было подвергнуто и их общее художественное наследие. Атрибуция произведений затруднялась тем, что учитель и ученик часто работали вместе. В итоге проведённых исследований выяснилось, что Франческо ди Симоне был основателем колонии художников, приехавших из Санта Кроче и работавших в Венеции до 1620-х годов. Он создал вполне процветающую мастерскую, а его учениками были такие известные мастера как Пальма Веккьо, Андреа Превитали и Франческо Риццо. В своём творчестве художник старался следовать манере Джованни Беллини и Франческо Биссоло. В самом известном его произведении — «Благовещении» (1504 г, Академия Каррара, Бергамо) исследователи видят связь с творчеством Чима да Конельяно, в частности с его «Благовещением», хранящемся в Эрмитаже, Санкт-Петербург.